# ليال راجحة
ليال ميلاد راجحة، هي مخرجة لبنانية ومنفصلة عن الإعلامي والإذاعي اللبناني فيني الرومي.
قامت ليال بإخراج العديد من أغاني الفيديو كليب، وكانت أول تجربة سينمائية لها في عام 2013 حيث قامت بإخراج وتأليف أول فيلم سينمائي لها تحت عنوان «حبة لولو»، وقد حصل على نسبة كبيرة من المشاهدة وقد بقي لأسابيع متواصلة متصدرا شبابيك التذاكر في لبنان، وأخرجت من بعده فيلم «شي يوم راح فل» والذي لقي نجاحا كبيرا أيضا.